# Beauce-Sartigan

Beauce-Sartigan é um Concelho Municípal Regional (MRC) de Quebec, Canadá, na região de Chaudière-Appalaches. Sua principal cidade é Saint-Georges.

## Municípios do MRC de Beauce-Sartigan

### Cidade
- Saint-Georges Pop: 29.562

### Municípios
- Saint-Benoît-Labre Pop: 1625
- Saint-Côme-Linière Pop: 3303
- Saint-Éphrem-de-Beauce Pop: 2639
- Saint-Évariste-de-Forsyth Pop: 596
- Saint-Gédéon-de-Beauce Pop: 2431
- Saint-Honoré-de-Shenley Pop: 1663
- Saint-Philibert Pop: 371
- Saint-Simon-les-Mines Pop: 450
- Saint-Théophile Pop: 787

### Aldeias
- Lac-Poulin Pop: 93
- La Guadeloupe Pop: 1710

### Freguesias
- Notre-Dame-des-Pins Pop: 1047
- Saint-Hilaire-de-Dorset Pop: 107
- Saint-Martin Pop: 2618
- Saint-René Pop: 591

## Demografia
- Área: 2.013,665 km²
- População: 48.913